# 環太平洋大学
環太平洋大学（かんたいへいようだいがく、英語: International Pacific University）は、岡山県岡山市東区瀬戸町観音寺721番地に本部を置く日本の私立大学。2007年創立、2007年大学設置。略称はIPU。

## 概観

### 大学全体
2007年（平成19年）4月1日、｢どこにもない大学｣ を目指して開学した。初代学長は学校法人創志学園理事長の大橋博。1987年8月にハワイで提唱された「International Pacific University構想」を背景に創志学園が1990年、ニュージーランドにインターナショナル・パシフィック大学（現・国際大学 IPU New Zealand）を設立し、それに続いて設立された。基本理念に「教育と体育の融合」を掲げ、様々な教育の場面でスポーツ経験が生きるという信念のもと、体育についての学びを教育の学びに活かすことで、両者の融合を図ろうとしている。そして、学生達が教育界あるいは一般企業に就職し、将来的にリーダーとして活躍することを理想としている。
大学生活の行動指針である「五訓（礼節、克己、信頼、前進、感謝）」の実践による人間力を身につけ、社会的リーダーとして活躍できるタフな国際人の養成を目的としている。
通信教育課程も併設しており、学部教育と同様、次世代教育学部教育経営学科で4専攻（初等教育専攻、中高英語教育専攻、中高数学教育専攻、看護教育専攻）を設置している。

### 建学の精神と基本理念
設置母体である学校法人創志学園の建学の精神「挑戦と創造の教育」を、環太平洋大学においても建学の精神に掲げる。
基本理念に「教育とスポーツの融合」を掲げ、教育・スポーツの両面を通じて、健全で豊かな人格を備えた教育者・指導者を養成するとともに、深い専門性と応用力を兼ね備えた真に次代を担う国際人となり得る人材を輩出することで社会に貢献することを目的としている。

### 教育指針と行動指針

#### 教育指針
個性教育 豊かな人間性と個性を育む教育
実学教育 深い専門性と実践力を身につける教育
国際教育 コミュニケーション能力とグローバルマインドを涵養する教育

#### 行動指針
「五訓」を胸に、己に厳しく、限界に挑む。
一、礼節 礼をもって相手を敬い節度をもって己を磨く事
一、克己 目標達成に向け努力を惜しまず己に克ち続ける事
一、信頼 支え合い競い合い共に学び共に生きる事
一、前進 困難・苦境・失敗を乗り越えあきらめず挑み続ける事
一、感謝 周囲の支えの大切さを知り奉仕の気持ちを忘れない事

### 学部・学科の人材養成像と教育研究上の目的
体育学部
健康・スポーツ科学に関する教育研究を行い、「競技スポーツ」、「健康運動」、「健康・スポーツ教育」の専門職分野において科学的知識と実践力を備えた、社会のリーダーとして活躍できる人材の養成を目的とする。
体育学科
スポーツ科学に関する専門的知識と運動技能を身につけさせることによって、青少年のスポーツ教育に寄与できる指導者、アスリート、社会の多様な分野でリーダーとして活躍できる人材の養成を目的とする。
健康科学科
健康・医科学の深い専門性に裏付けられた実践力を養成する実学教育を重視し、「健康科学」を中心として「健康医学」、「スポーツ医科学」や「保健衛生学」「保健医療学」の学際的な領域で学び、アスリートはもとより、広く人間の健康を科学する医療人の養成を目的とする。
次世代教育学部
教育学・心理学・社会学などに関する教育研究を行い、「教育実践力」「コミュニケーション力」「異文化理解力」を備え、次代の社会を担い、自らの力で意思決定や価値判断のできる人材の養成を目的とする。
こども発達学科
激変する時代社会の中に生きる、子どもとその家庭を育むために、多面的に事象を理解する能力と実践力・協調性を培い、コミュニケーション能力に優れ、さらに国際感覚のある人材の養成を目的とする。
教育経営学科
次代を担う子どもが、豊かに自己実現をする上で不可欠となる基礎を培う教育を実践できる人材の養成を目的とする。
経済経営学部
現代経営学科は、経営・経済に関する幅広い知識と教養を土台として、経営学、国際経済、会計・ファイナンス、マーケティングに関する専門知識を体系的に学び、企業実務やマネジメント手法等の実学に触れ、グローバル化する企業活動に持続的に貢献できる人材の養成を目的とする。

### 大学の特色

#### キャリア支援制度
- 「4年後に責任を持つ大学」をスローガンに掲げ、初年次教育とキャリア教育、体育会活動が専門教育を補完しながら、学内での教育活動を展開する。入学前教育や1・2年次の初年次教育によって基礎学力を高め、スピーチコンテストやプレゼンコンテストなどを通じて、社会人としての実践力を高めている。
- 3・4年次のキャリア教育では、学生各自が目指す進路に応じた四志会活動「大志会(教員・保育者を目指す)」「立志会(公務員を目指す)」「翔志会(企業人・起業人を目指す)」「健志会(医療人を目指す)」を通じて、きめの細かいキャリアサポートを展開。

#### 系列大学への短期・長期での海外留学制度
- 「International Pacific University構想」を具現化した教育連携プログラム。開学以来系列大学の国際大学IPU NewZealandへの短期・長期での海外留学制度を運用して、英語力の向上と国際感覚の涵養に努めている。
- 2012年度から次世代教育学部国際教育学科において1年次からの1年間留学プログラムを実施し、2016年度からは経済経営学部現代経営学科及び教育経営学科国際教育コースにおいて1年間の留学プログラムを発展的に引き継がれ、徹底的に英語力を伸ばせる環境が提供されている。

## 大学沿革
- 2006年11月 - 環太平洋大学の設置認可
  - 体育学部（定員400名）、次世代教育学部（定員800名）、次世代教育学部通信教育課程（定員2,000名）を設置。
- 2007年4月 - 環太平洋大学が開学（体育学部、次世代教育学部）。大橋博初代学長が就任。
- 2010年4月 - 梶田叡一第2代学長が就任。
- 2011年4月 - グローバルスタディセンター（留学生別科）を設置（定員200名）。
- 2012年4月 - 次世代教育学部に国際教育学科（定員400名）、体育学部に健康科学科（定員240名）を設置。
  - 体育学部体育学科の収容定員増（定員560名）。
  - 次世代教育学部の幼児教育学科をこども発達学科（320名）に、学級経営学科を教育経営学科（480名）に名称及び定員変更。
  - 学級経営学科（通信教育課程）を教育経営学科（通信教育課程）に名称変更。中原忠男第3代学長が就任。
- 2013年4月 - 環太平洋大学附属国際科学・教育研究所を神奈川県横浜市のみなとみらい地区に開設。
- 2015年4月　体育学部体育学科の収容定員増（800名）。
- 2016年4月 - 経営学部現代経営学科（定員900名）を設置。
  - 大橋節子第4代学長が就任。
- 2018年4月 - 体育学部体育学科の収容定員増（1,200名）。
- 2022年4月 - 経営学部を経済経営学部（1100名）に名称及び定員変更。
- 2025年4月 - 大学院スポーツ科学研究科を開設予定。

## 教育および研究

### 学部・学科
- 体育学部
  - 体育学科（中・高教諭一種免許課程〔保健体育〕）
    - リーダーシップコース
    - スポーツ科学コース
    - 公務員コース
    - 体育教員コース

  - 健康科学科（柔道整復師養成課程）
    - 柔道整復師・メディカルサポートコース
    - 柔道整復師・スポーツサポートコース
    - 柔道整復師・ヘルスサポートコース

  - 競技スポーツ学科（2024年4月開設）
    - アスリートコース
    - スポーツサイエンティストコース
- 次世代教育学部
  - こども発達学科 （保育士資格、幼稚園教諭免許課程）
    - 幼児心理コース
    - 幼児英語コース
    - 幼児体育コース

  - 教育経営学科（小学校教諭免許養成課程、中・高教諭一種免許課程〔英語〕）
    - 初等教育コース
    - 中等教育コース
    - 教育社会学コース

  - 教育経営学科〔通信教育課程〕
    - 初等教育専攻
      - 幼稚園教諭コース（幼稚園教諭免許課程）
      - 小学校教諭コース（小学校教諭免許養成課程）

    - 中高英語教育専攻（中・高教諭一種免許課程〔英語〕）
    - 中高数学教育専攻（中・高教諭一種免許課程〔数学〕）
    - 看護教育専攻（看護師養成所専任教員資格）
- 経済経営学部
  - 現代経営学科
    - 公務員コース
    - 経営総合コース
    - スポーツビジネスコース

### 研究科
- スポーツ科学研究科（令和7年4月開設予定）
  - スポーツ科学専攻（修士課程）

## キャンパス

### 一般的な施設
「晴れの国・岡山」といわれる地の利を生かし、山間の豊かな自然環境と融和したキャンパスロケーションにあって、新校舎や実習施設・体育館等を建設することで教育環境の充実を図りながら、「教育とスポーツの融合」を掲げる大学として体育施設の整備も推進している。
- 第1キャンパス（岡山市東区瀬戸町観音寺721番地、北緯34度43分45.7秒 東経134度0分39.8秒）
- 第2キャンパス（岡山県岡山市東区矢津、北緯34度42分30.8秒 東経133度59分22秒）
- 岡山駅前グローバルキャンパス（岡山市北区下石井2丁目2番1号、北緯34度39分35.9秒 東経133度55分07.6秒）

「つながる」をコンセプトに掲げ、IPUの新たな拠点として2016年4月に開設。企業や地域ともつながる“交流の場”としても活用されている。
JR岡山駅から岡山市役所に通じる幹線道路に面しており、大型商業施設イオンモール岡山やホテル、山陽新聞社等がある岡山市街中心部に立地。
第1キャンパスには、建築家・安藤忠雄（東京大学名誉教授）が設計を手がけた5棟の学舎が建つ。
- TOP GUNTOP GUN〔2009年7月竣工〕

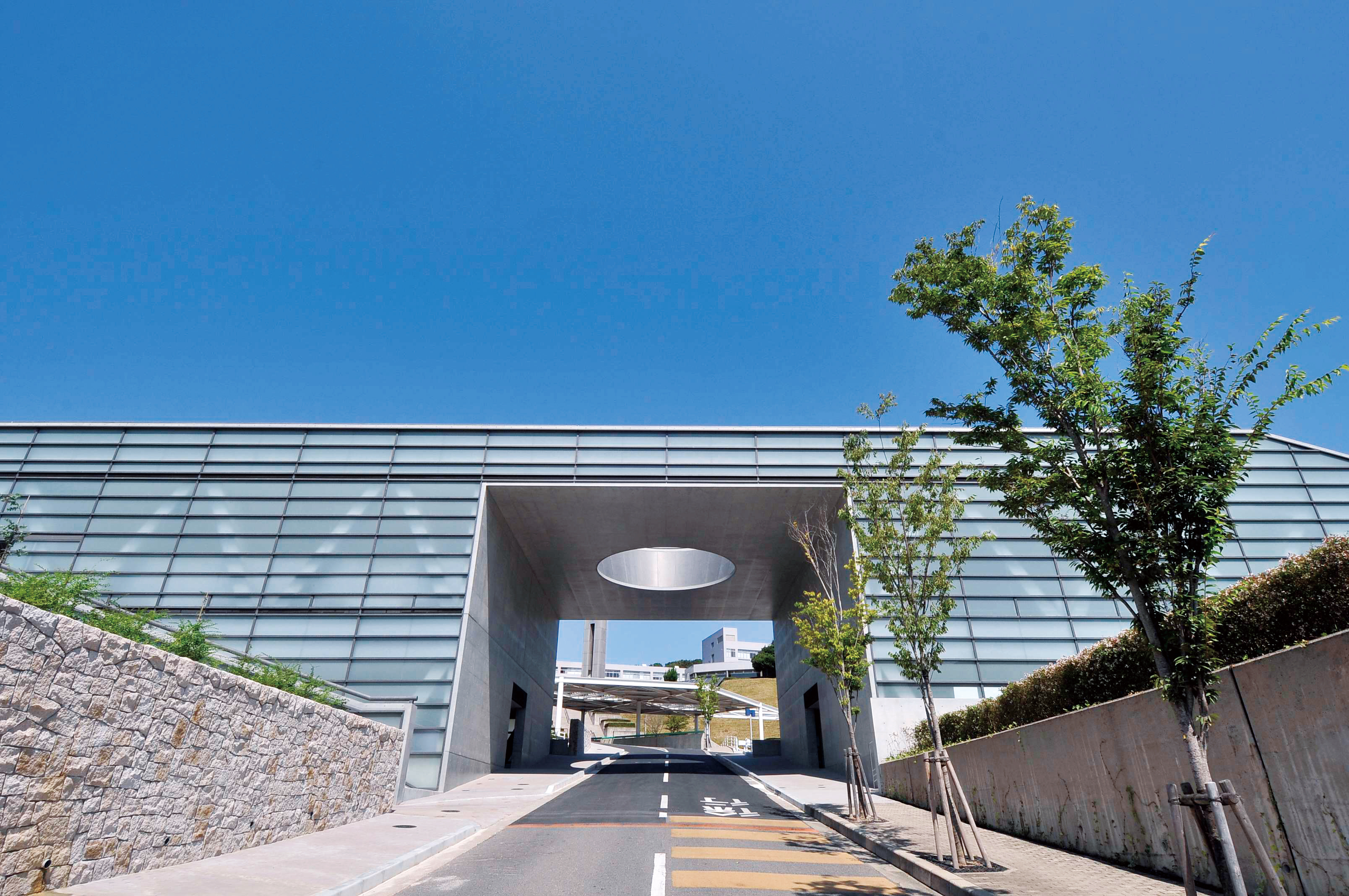
TOP GUN

  - IPU第1キャンパスの顔としてそびえたつ象徴的な建物形状は、次世代へ向けて開かれたゲートであり、建物名称であるトップガンは“洗練された人”の意味を持つ。こうした想いをもとに次世代型の道場として誕生した。また、安藤忠雄によって「空の道場」と名付けられた階段状の屋外空間は、汗を流し身体を鍛えるトレーニングの場であり、厳しいトレーニング前後に高揚する気持ちを落ち着かせる場としても機能している。施設内容としては、柔道場3面（オリンピック仕様の畳300帖）、床材にカバザクラを使用した剣道場2面、リノリウム素材の床面を使用したパフォーマンスホール、有酸素・フリーエリア、サウナルーム、シャワールーム等を備える。トレーニングセンターには、トレーニングマシーン80台が設置され、フィジカル面での鍛錬とともに効果的な筋力増強するためのトレーニング設備も完備する。

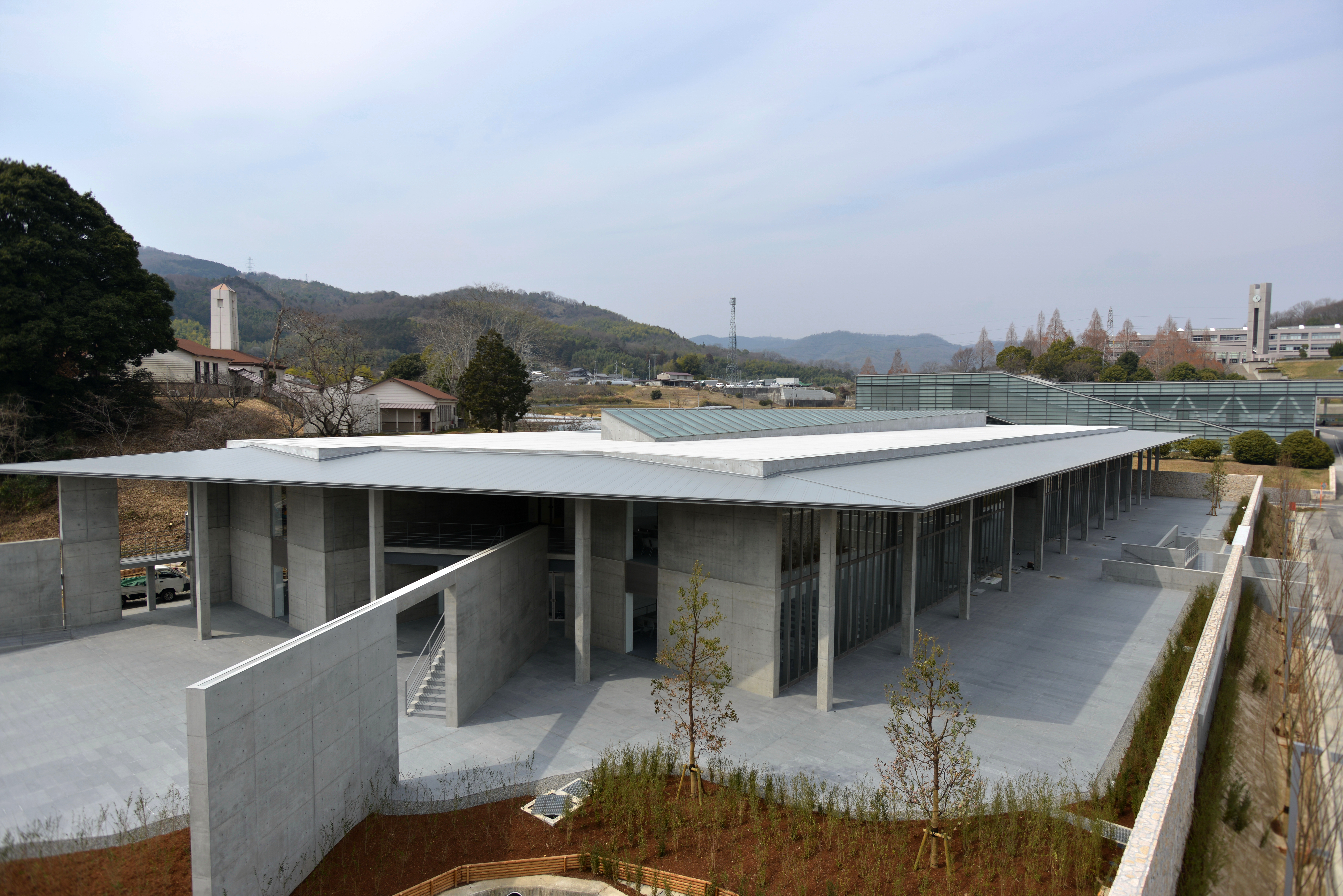
PHILOSOPHIA

- PHILOSOPHIAPHILOSOPHIA 〔2013年2月竣工〕
  - キャンパスのグランドデザイン統一という観点から、2009年7月に竣工したアスリートホール「TOP GUN」に引き続き、安藤忠雄設計によるランドマーク作品として竣工。TOP GUNが心身を育む場であるのに対し、「PHILOSOPHIA」は知の力を育む場として位置付けられ、自然との対話や人間同士との対話を通じて、知識のみに偏らない生きる力と知恵を持った人材に成長することへの想いが込められている。施設内容としては、階段状に配した100人規模の中講義室をはじめ、150人規模の中講義室、講義室、多目的教室、広角で教員との目線が合うように傾斜配席された300人収容のセミナーホール(SOUTHERN CROSS)、長期留学中でも学生や教員と交流できるテレビ会議システムを常設したIPCシアター、PCルーム等、視聴覚機材や音響設備を完備した教室環境を実現。さらには学生の憩いの場として学生ラウンジ、屋外広場、屋上広場等、広い敷地を活用した特徴ある外部空間が設けられている。
- HARMONYHARMONY 〔2016年3月竣工〕

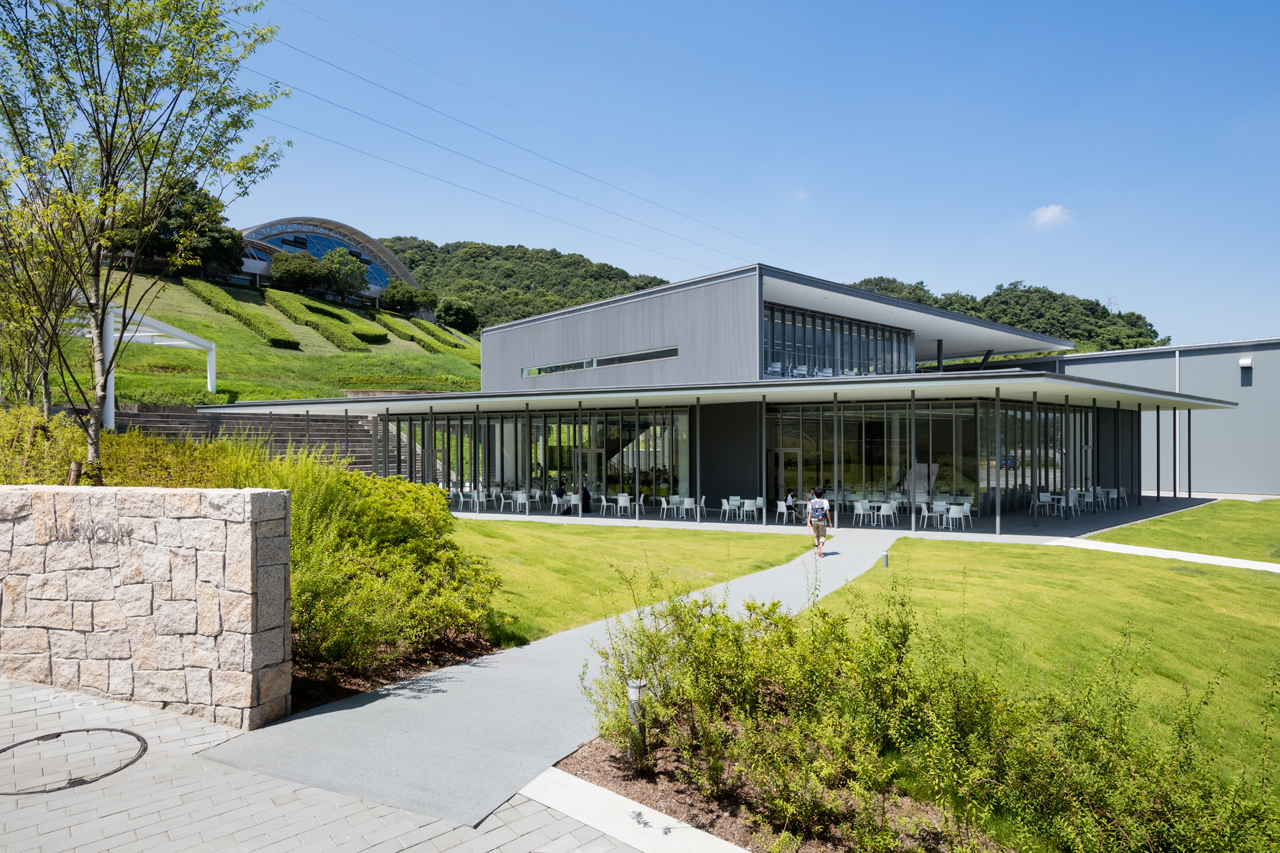
HARMONY

  - ”食が感性を磨く”をコンセプトにしたカフェテリアで、学生たちが出会い交流し、感性を磨く場所としてデザインされたこの施設が、キャンパスの調和の象徴になるよう「HARMONY」と名付けられた。1階354席、2階220席、テラス160席を配し、ワンプレートのランチからスイーツまで工夫を凝らしたメニューの数々が提供されている。
- DISCOVERYDISCOVERY 〔2019年1月竣工〕

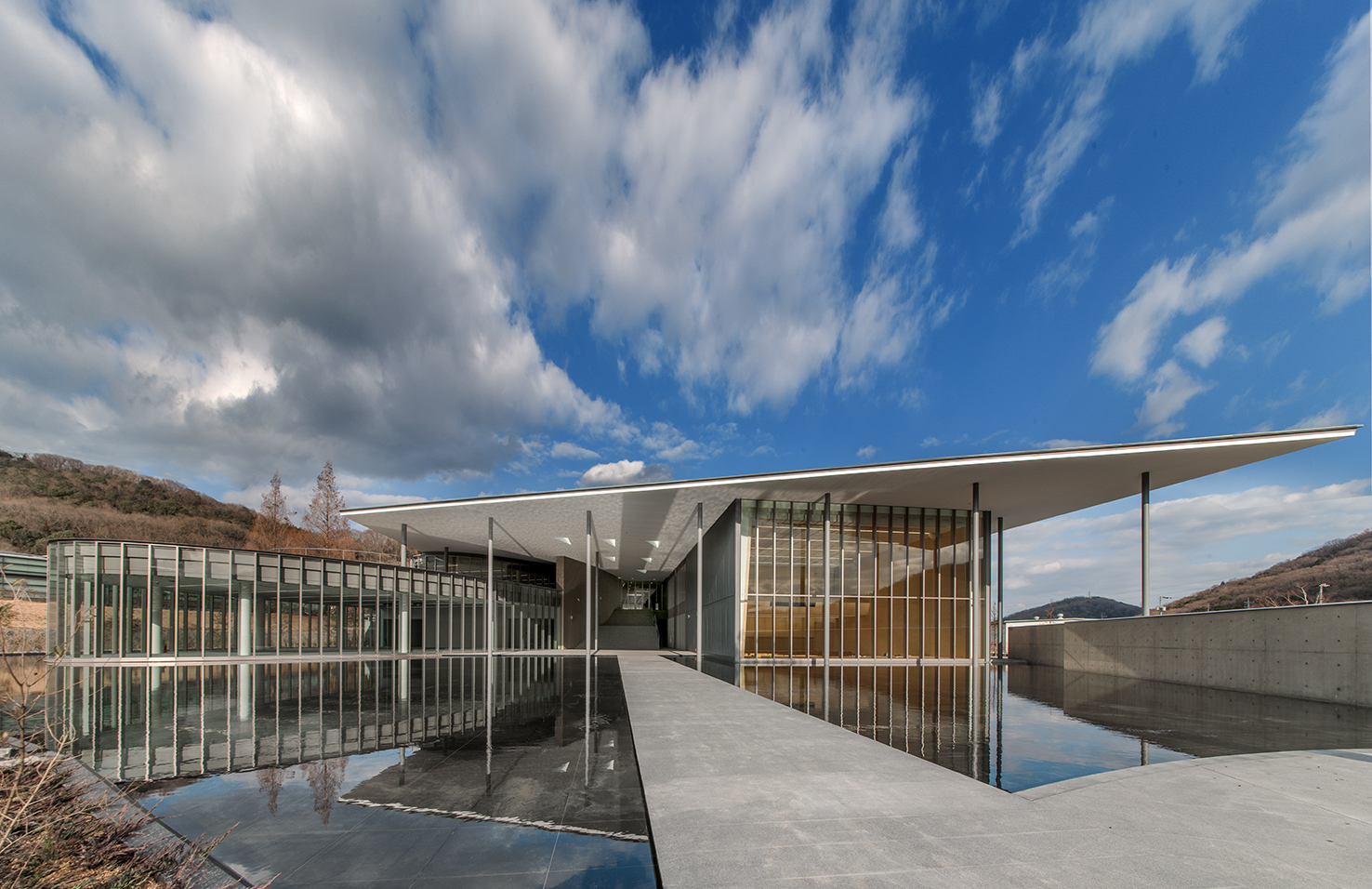
DISCOVERY

  - 水面に映える昼夜の学舎風景が美しく、水を湛えてたたずむこの学舎は、2作目の「PHILOSOPHIA」と対を成すロケーションにあり、プレゼンテーション、ディベート等の実践型非認知能力を養成・開発する拠点として、認知能力と互いに影響を及ぼしながら発達する非認知能力を養成することで、人間的なパフォーマンス能力の向上を図るための専用施設として誕生。「PHILOSOPHIA」等の講義棟で蓄えた専門的知識・技能（＝認知能力）を、「DISCOVERY」において育成する協働性、調整力、忍耐力、自尊心（＝非認知能）と接合することにより、様々な課題や問題に立ち向かい、チームで議論し、自らの言葉で語り、解決へと導くことのできる人材に成長することへの想いが込められている。施設内容としては、大きな楕円形の空間に設けられたラーニングラボをはじめとする6つのラボを中心に、能動的・双方向的教育手法を重視した思考を高め、白熱した議論を生む空間が演出され、スピーチコンテスト、プレゼンテーションコンテスト、ビジネスプランコンテスト、課題体験プロジェクト、ディスカッション等、多くの発表の場として機能し、学生のプレゼン力・企画提案力を育むための重要なフィールドとしての役割を果たしている。
- INSPIREINSPIRE 〔2018年12月竣工〕

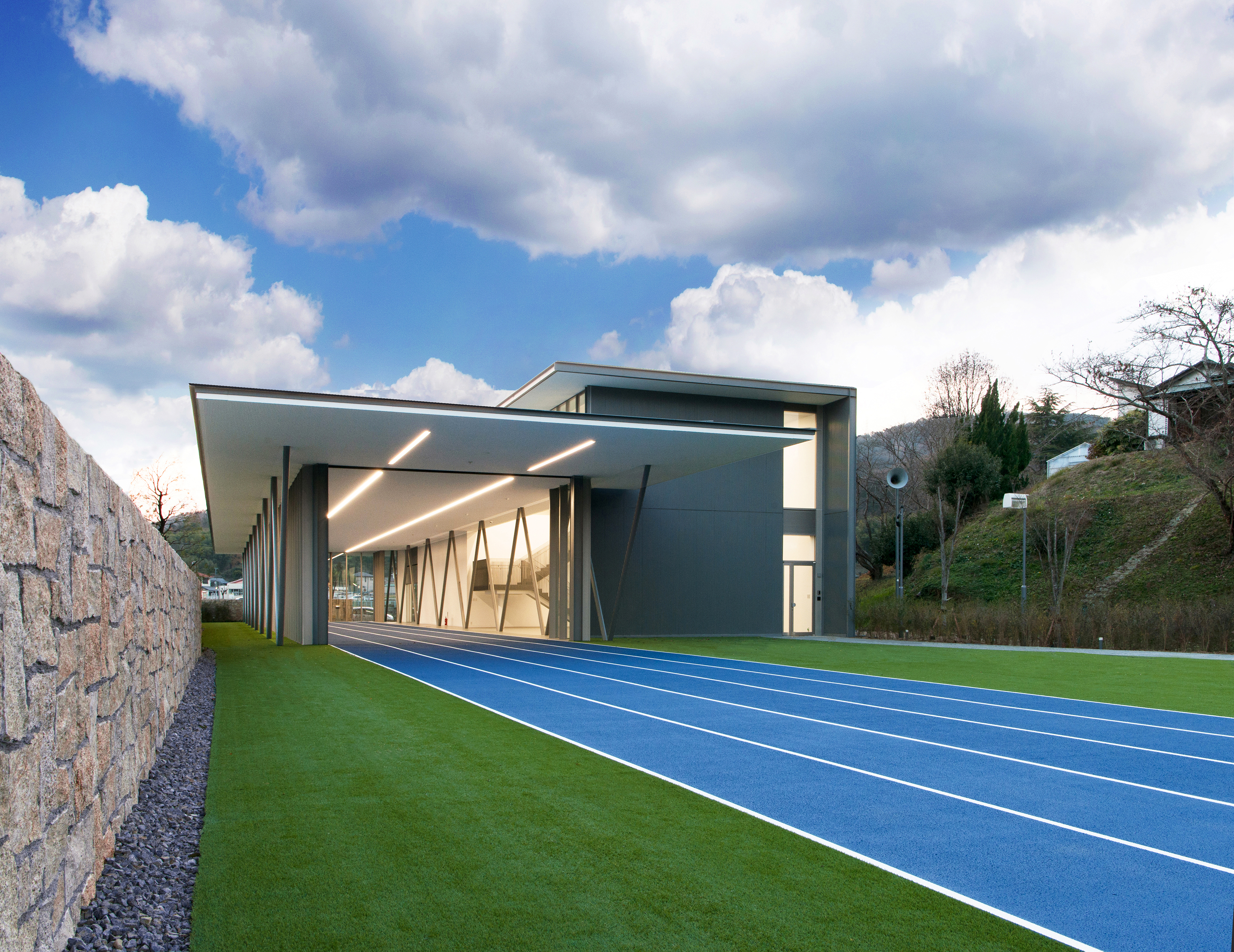
INSPIRE

  - 80メートルトラックが建物外へと伸びた独特の外観をもつこの施設は、スポーツ科学に欠かすことのできない最新鋭の測定機器20種類を取り揃え、競技パフォーマンスの向上を科学的にサポートするスポーツ科学分野の最先端研究拠点として「スポーツ科学センター」が置かれている。バイオメカニクス的測定が可能とするフォースプレート埋設の走路をはじめ、高気圧酸素ルーム、生理学的分析を行う環境制御室・三次元動作解析システム、動きの質を数値化する光化学式モーションキャプチャーシステム、7部22動作の筋力測定が可能な筋機能解析運動装置、高精度な対組織データを計測する体脂肪率計測システム、戦略分析・ゲーム分析システム、重力負荷を軽減したトレーニングを可能にする免荷トレッドミル等の設備によって、アスリートの体力や技術を素早く解析しフィードバックすることを可能としている。

### 体育施設・グラウンド設備
全天候型の陸上競技場、人工芝仕様の多目的グラウンド(ラグビー・サッカー場)、ハンドボールコートのほか、学外にもソフトボール専用球場、硬式野球専用球場、専用サッカー場、多目的グラウンド等が整備され、体育会活動が盛んな大学として日本でトップクラスの体育施設を有する。通常授業での使用するほか、各種競技大会の実施や地域社会に向けたスポーツ教室の開催、さらに子育て支援事業の一環として地域イベント行事等にも利用されている。
- 第1体育館〔第1キャンパス〕
- 第2体育館〔第2キャンパス〕
- 全天候型陸上競技場〔2008年11月竣工〕
  - 日本に3例しかない「投てき競技対応人工芝舗装」を敷設し、各種フィールド競技施設を完備。(財)日本陸上競技連盟公認の第4種競技場(300mトラック6コース、走り幅・三段跳び助走路2箇所、棒高跳び助走路2箇所、砲丸投げ1箇所)で公式記録会の開催が可能。
- 多目的グラウンド（ラグビー/サッカー場）〔2008年11月竣工〕
  - 140m×65mのフィールドを確保し、安全性・耐久性に優れたロングパイル人工芝を採用。
- フットサルコート〔2008年11月竣工〕
  - 競技寸法は40m×20mで、ロングパイル人工芝を採用。フットサルコートとしても使用。
- 赤坂サッカー場〔2012年6月竣工〕
- 女子硬式野球部グラウンド
- 男子ソフトボール専用球場
- 女子ソフトボール専用球場
- 第3体育館及び楽器庫・クラブハウス〔2014年10月竣工〕
  - 屋内球技として最大規模の面積を要するハンドボール競技の正式コートを二面確保し、100人収容の観覧スペースが設けられた施設。
- 第4体育館〔2016年3月竣工〕
  - 競技寸法は45.5m×48.2mで、バスケットボールコート2面、バレーボールコートでは3面、バドミントンコートでは6面がとれる広さを有する。
- 和気ベースボールパーク〔2016年3月竣工〕
  - 外野全面人工芝のメイン球場、内野練習場、投球練習場、室内練習場、全面人工芝の多目的グラウンドからなる硬式野球部専用施設として整備。
  - 球場に隣接して野球部寮も併設。
- VICTORY〔2019年3月竣工〕
  - 監督・コーチ室、更衣室、倉庫、トレーナールーム等を16室備え、体育会活動を支える専用クラブハウスで、体育会の学生本部が置かれている。
- Victory ROAD〔2019年3月竣工〕
  - 体育会の活動拠点であるクラブハウス「VICTORY」に併設する全天候型直線走路で、直線120m走路が4レーン、走幅跳や三段跳用の跳躍ピットを2か所完備。

### その他の学舎・施設
- 芸術センター〔2006年12月〕
  - ピアノ独習室、グループレッスン室、ダンス室等の実習設備のほか、研修棟・宿泊施設や附属鍼灸整骨院も整備。
- 体育実習棟〔2011年10月竣工〕
  - レスリング場、及び男女更衣室やロッカー室等を整備。
- 創志学館〔2014年3月竣工〕
  - 初年次教育の充実と基礎学力向上のための専用施設で、1階自習席70席、2階指定席90席の個別専用デスクを設置。学生の自学自習を奨励し、朝7時から夜10時まで開放。

### 学生寮
学内外に4棟の学生寮を有し、学友と深くつながり、志・活力・行動力を育む環境が整備されている。
- 尚志館（岡山市東区瀬戸町）男子寮
- 優志館（岡山市東区矢津）女子寮
- 志高館（岡山市中区中井）男子・女子寮
- Uni-Village（岡山市東区瀬戸町）

## 研究所
- 環太平洋大学附属国際科学・教育研究所（横浜みなとみらい）

## 大学関係者

### 歴代学長
- 初代・大橋博…学校法人創志学園理事長。2007年4月1日 - 2010年3月31日
- 2代目・梶田叡一…兵庫教育大学学長を歴任。2010年4月1日 - 2012年3月31日
- 3代目・中原忠男…広島大学名誉教授。2012年4月1日 - 2016年3月31日
- 4代目・大橋節子…学校法人創志学園副理事長、国際大学IPU NewZealand学長。2016年4月1日 - 現職

### 教職員・指導者
- 中原忠男 - 第3代学長。環太平洋大学名誉教授（広島大学名誉教授）
- 永井純 - 環太平洋大学名誉教授（筑波大学名誉教授）、元陸上800mメキシコオリンピック日本代表
- 福田富昭 - 名誉教授（日本オリンピック委員会前副会長、日本レスリング協会会長）
- 古賀稔彦 - 博士（医学）。元体育学部教授、女子柔道部総監督（柔道家・バルセロナ、アトランタオリンピックメダリスト）
- 桂秀樹 - サッカー部監督（元横浜フリューゲルス、川崎フロンターレ、サガン鳥栖コーチ）
- 矢野智彦 - 女子柔道部監督（96年講道館杯71㎏級優勝、97，98年73㎏級優勝、94年ブルガリア国際柔道大会71㎏級優勝）
- 野村昭彦 - 男子硬式野球部監督（広島東洋カープ元監督野村謙二郎の弟）
- 安藤信二 - 男子硬式野球部コーチ、元監督（1989年ドラフト4位で西武ライオンズ入団）
- 小村淳 - ラグビー部監督（キャノンイーグルス、釜石シーウェーブヘッドコーチを歴任、U19日本代表ヘッドコーチ）
- 田口雅弘 - 経済経営学部教授 (経済学者)

#### 野球
- 亀澤恭平（プロ野球選手、元・中日ドラゴンズ所属）
- 又吉亮文（プロ野球選手、元・琉球ブルーオーシャンズ所属）
- 又吉克樹（プロ野球選手、元・中日ドラゴンズ、現福岡ソフトバンクホークス所属）
- 松本直晃（プロ野球選手、元・埼玉西武ライオンズ所属）
- 尾中博俊（プロ野球選手、元・香川オリーブガイナーズ）
- 平山功太（プロ野球選手、読売ジャイアンツ所属）中退
- ガラニン・ヤン（プロ野球選手、元・福井ミラクルエレファンツ）
- 仲村来唯也（プロ野球選手、くふうハヤテベンチャーズ静岡所属）
- 德山一翔（プロ野球選手、東北楽天ゴールデンイーグルス所属）
- 田口真奈（女子プロ野球選手、元・埼玉アストライア - 阪神、女子野球日本代表）

#### サッカー
- 玉城幸弥（プロサッカー選手、元FC琉球所属）
- 佐々木敦河（プロサッカー選手、高知ユナイテッドSC所属）
- 吉崎弘宣（プロサッカー選手、MIOびわこ滋賀所属）
- 植田峻佑（プロサッカー選手、FC今治所属）
- 平松遼太郎（プロサッカー選手、福山シティFC所属）
- 森川龍誠（プロサッカー選手、元・グルージャ盛岡所属）
- 上野真実（女子プロサッカー選手、サンフレッチェ広島レジーナ所属）
- 大矢歩（女子プロサッカー選手、バニーズ群馬FCホワイトスター所属）

#### ハンドボール
- 横嶋彩（女子ハンドボール選手、アランマーレ所属）
- 友野優子（女子ハンドボール選手、元・飛騨高山ブラックブルズ岐阜所属）
- 我如古龍生 (男子ハンドボール選手、琉球コラソン所属)
- 松浦侑加 (女子ハンドボール選手、ソニーセミコンダクタ所属)
- 渡辺綾菜 (女子ハンドボール選手、オムロンピンディーズ所属)
- 北ノ薗遼(女子ハンドボール選手、ソニーセミコンダクタ所属)

#### 柔道
- 梅木真美（リオデジャネイロオリンピック 女子78㎏級 日本代表）
- 大住有加
- 谷本和
- 片桐夏海
- ヌンイラ華蓮
- 高橋ルイ
- 井上あかり（ユニバーシアード競技大会優勝）
- 黒木美晴
- 安松春香
- 土井雅子
- 素根輝（グランプリ・ザグレブ大会、世界柔道選手権大会、グランドスラム大阪大会優勝、2020年東京オリンピック女子78kg超級金メダリスト）

#### その他スポーツ
- 指田宗孝（ラグビー選手、NTTドコモレッドハリケーンズ所属）
- 青木益未（女子陸上競技選手）
- 三宅愛梨（女子競輪選手）
- 須藤稚明（女子競輪選手）
- ユーリ阿久井政悟（プロボクサー）
- 山家七恵（女子プロボクサー）
- 山地梨菜（女子バレーボール選手、埼玉上尾メディックス所属）

## 体育会
2019年度、女子柔道部では多数の選手が世界レベル、全日本の上位レベルで活躍。さらに、レスリング部やダンス部、チアリーディング部においても世界レベルで活躍する選手を輩出。陸上競技部や男女の硬式野球部、男女のソフトボール部、マーチングバンド部は全日本の上位レベルで活躍するなど、地方大学としては他に類を見ないほどの好成績を収めている。
体育会発足時よりクラブ活動において指導者と部員間、部員相互間で「五訓（礼節、克己、信頼、前進、感謝）」の唱和が行われ、大学生活に対する真摯な姿勢を涵養するだけでなく、学年から学年へと継承されている。
- 女子柔道部 - オリンピック金メダリストの古賀稔彦を総監督として迎え、創部4年目の2010年10月の全日本学生体重別団体を初制覇。個人でも全日本学生体重別で安松春香が初優勝。大学設立時は11人でスタート。当初は矢野智彦監督自らマイクロバスを30分運転して道場に通っていたが、09年夏にキャンパス内に柔道場が完成。13年11月、全日本学生体重別団体（7人制）で2年ぶり3度目の優勝を飾り、全日本学生柔道（5人制）との団体二冠を史上初で達成。2019年度は、田中志歩（70㎏級）はユニバーシアード大会とアジアパシフィック選手権大会でいずれも優勝し、秋場麻優（78㎏級）はグランプリ・フフホト大会で準優勝を果たした。アジアジュニア選手権大会においては、古賀ひより（57㎏級）が優勝、谷口由夏（52㎏級））が3位入賞を果たした。国内大会においては、全日本選抜体重別選手権及び皇后盃全日本女子選手権の曽根輝、全日本選抜体重別選手権の小倉葵（48㎏級）、講道館杯全日本体重別選手権の田中志歩がそれぞれ優勝を果たしている。
- 硬式野球部 - 中国地区大学リーグ1部所属。プロ経験者の中嶋愛和（2010年 -12年）が監督就任後、2010年秋にリーグ戦で初優勝し、中四国地区代表決定戦を勝ち上がり明治神宮大会（第41回大会）に初出場。同10年12月、1期生の尾中博俊がMLBのテキサス・レンジャーズとマイナー契約。野村昭彦（2013 - ）が監督就任後、2016年春に全日本大学選手権（第65回大会）に初出場。2018年秋に第49回明治神宮大会で準優勝。全国大会では東京六大学勢に勝利（第48回・第49回・第55回神宮大会）したり、強豪近畿大学にコールド勝ち（第49回神宮大会）などの実績がある。
- 女子硬式野球部 - JABA子規記念杯女子野球大会で初優勝、全国大学女子硬式野球選手権春期大会でも優勝、同秋季大会で準優勝した。第9回女子野球ジャパンカップ第3位。2022年、ルビー・リーグで優勝。
- サッカー部 - 2008年、第32回岡山県学生選手権大会優勝。天皇杯岡山県予選ベスト4（IPU1-2ファジアーノ岡山）。中国大学サッカーリーグチャレンジ大会優勝、中国学生2部リーグ昇格。2009年、同2部リーグ優勝、続く入替戦に勝利し1部昇格。2010年、第34回総理大臣杯および第90回天皇杯初出場。なお、社会人リーグに参加するチーム（IPUフェンサーズ→環太平洋大学FC、2011年創設）もあり、こちらは2015年から中国サッカーリーグに昇格。2019年、総理大臣杯中国地区大会で3年連続6回目の優勝。第99回天皇杯に9年振り2度目の出場を果たした。
- 陸上競技部 - 2017年に出雲駅伝に全国大会を通して初出場。2019年には全日本大学駅伝に初出場。陸上競技のU20日本選手権において、芝田愛花が女子100mハードルの大会新記録で優勝、中井啓太が男子400mハードルで3位入賞を果たした。日本インカレにおいては、源裕貴が男子800mで優勝、平岡錬が男子1500mで3位、芝田愛花が女子100ハードルで3位に入賞した。武山玲奈は第74回国民体育大会の成年女子走り高跳びで準優勝した。また、第63回中国四国学生駅伝競走大会では2時間42分12秒の好タイムで初優勝を飾った。なお、2019年の中四国インカレで男女アベック完全優勝を果たしている。男子総合優勝(242点)、女子総合優勝（252.5点）。
  - 女子駅伝部 - 2016年・2019年全日本大学女子駅伝出場。
- 男子ソフトボール部 - 2019年、第51回西日本男子ソフトボール選手権大会優勝、第54回文部科学大臣杯全日本大学男子ソフトボール選手権大会で3位の好成績を残した。
- 女子ソフトボール部 - 2008年第60回全日本総合女子選手権大会 中国地区予選会優勝。女子ソフトボール部は、第54回文部科学大臣杯全日本大学女子ソフトボール選手権大会で3位、全日本総合女子ソフトボール選手権大会ベスト8
- ラグビー部 - 2008年全国地区対抗大会出場。岡山県社会人学生リーグ2部所属。2019年全国大学ラグビー選手権大会中四国大会優勝。2022年第59回全国大学ラグビーフットボール選手権大会初出場。
- 男子ハンドボール部 - 中四国学生ハンドボール春季リーグ優勝（4年連続4回目）、秋季リーグ優勝。西日本インカレ優勝、全日本学生ハンドボール選手権大会出場。
- 女子ハンドボール部 - 2008年中四国学生ハンドボール秋季リーグ優勝。2019年中四国学生ハンドボール春季リーグ優勝(11年連続11回目)、秋季リーグ優勝、西日本インカレ準優勝、全日本学生ハンドボール選手権大会で3年連続ベスト8の成績を残した。
- 女子バレーボール部 - 中国学生ハンドボール秋季リーグ2位、全日本大学バレーボール選手権大会出場。
- 男子バスケットボール部 - 2010年中国学生バスケットボールリーグ1部昇格。
- 女子バスケットボール部 - 2008年中国大学選手権春季大会初優勝。全日本総合バスケットボール選手権大会3回戦進出。2019年中国大学バスケットボール選手権秋季大会第2位、全日本大学バスケットボール選手権出場
- 男子剣道部 - 第66回中四国学生剣道優勝大会で優勝、全日本学生剣道優勝大会出場。第39回中四国学生剣道新人大会優勝。
- 女子剣道部 - 2008年全日本女子学生剣道優勝大会ベスト16、第46回中四国女子学生剣道優勝大会3位、全日本学生女子剣道大会出場。中四国学生剣道新人大会準優勝。
- マーチングバンド部 - 創部以来10年連続全国大会に出場。2019年マーチングバンド・バトントワリング中国大会で10年連続10回目の金賞を受賞し、全国大会出場権を獲得。マーチングバンド全国大会一般の部第3位（8年連続金賞受賞）で、大学生バンドとしては8年連続日本一という成績を残した。
- ダンス部 - アジアインターナショナルオープンチャンピオンシップでチアダンス団体優勝、佐藤・西山ペアがダブルス部門優勝、上田・永島ペアがダブルス部門準優勝の成績を納めた。第10回チアリーディング世界選手権大会においてもチアダンス団体優勝、佐藤・西山ペアがダブルスで優勝、JAPANCUP2019でもチアダンス団体優勝、上田・永島ペアがダブルスで優勝を果たした。
- チアリーディング部 - アジアインターナショナルオープンチャンピオンシップでグループスタンツ（5人編成）第3位、第10回チアリーディング世界選手権大会グループスタンツ部門で優勝を果たした。

## 地域社会との連携・協力

### スポーツの振興及びスポーツを含む包括連携を目的とした協定
- 地方自治体 - 2009年6月に赤磐市、2015年5月岡山県、2016年3月備前市と協定
- 民間企業 - 2013年3月に山陽新聞社と包括的連携協力に関する協定、2017年3月にコナミスポーツ及びルネサンスと協定、同年11月に大塚製薬と協定
- その他 - 2013年5月に東京2020オリンピック・パラリンピック招致委員会、2014年6月に東京オリンピック・パラリンピック競技大会組織委員会と協定、2019年3月に岡山県歯科医師会と協定

### 教育・文化・学術の分野での連携を目的とした協定
- 地方自治体 - 2011年4月に加西市、2016年6月に総社市と協定、
- 大学間 - 2016年10月に事業創造大学院大学、2019年4月に女子栄養大学、2020年1月に岡山学院大学と協定、2024年6月に韓国の東西大学校と協定
- 高校 - 2013年3月に創志学園高等学校、2015年4月に山陽高等学校、2018年3月に岡山県立岡山東支援学校と協定
- 民間企業 - 2018年3月に学研ホールディングスと協定
- その他 - 2012年2月に日本看護学校協議会と協定、2015年8月に岡山県と大学コンソーシアム岡山と包括連携協定

### 大規模災害に関する協定
- 2007年11月に岡山市、2013年2月に岡山県、2018年3月に和気町と協定

## 系列校

### 学校法人創志学園
- 国際大学IPU NewZealand
- 国際大学IPU NewZealand 国際総合大学院
- 東京経営短期大学
- クラーク記念国際高等学校
- 創志学園高等学校
- 日本健康医療専門学校
- 専門学校東京国際ビジネスカレッジ
- 専修学校クラーク高等学院

#### 休校・廃止校
- 環太平洋大学短期大学部（休校）

## その他
- 大学スポーツの統括団体である一般社団法人大学スポーツ協会(UNIVAS)が開催する大学スポーツの総合力を競う競技横断大学対抗戦「UNIVAS CUP 2022-23」において中国地区総合ランキング1位[1] を獲得。
- 大学通信｢大学探しランキングブック2019｣における大学評価では、教育力が高い大学岡山・広島2位(公立学校教員合格者180名)、警察官就職者数中四国1位(公務員採用試験合格者253名)、柔道整復師国家試験合格者数中四国1位・合格率（92.3%）西日本1位を獲得。